# Paul Hugo Wolff
Paul Hugo Wolff (* 30. September 1841 in Küstrin; † 4. September 1902 in Leipzig) war ein deutscher Reichsgerichtsrat.

## Leben
1865 wurde er auf den preußischen Landesherrn vereidigt. 1872 wurde er Kreisrichter und 1879 Landrichter. 1887 wurde er zum Oberlandesgerichtsrat befördert. 1894 kam er an das Reichsgericht. Er war im I. Strafsenat und VI. Zivilsenat des Reichsgerichts tätig. 1902 verstarb er.

## Quelle
Adolf Lobe: Fünfzig Jahre Reichsgericht am 1. Oktober 1929, Berlin 1929, S. 363.
| Personendaten    | Personendaten               |
| ---------------- | --------------------------- |
| NAME             | Wolff, Paul Hugo            |
| KURZBESCHREIBUNG | deutscher Reichsgerichtsrat |
| GEBURTSDATUM     | 30. September 1841          |
| GEBURTSORT       | Küstrin                     |
| STERBEDATUM      | 4. September 1902           |
| STERBEORT        | Leipzig                     |